# Palhaça
Palhaça es una freguesia portuguesa del concelho de Oliveira do Bairro, con 10,15 km² de superficie y 2.330 habitantes (2001). Su densidad de población es de 229,6 hab/km².